# Małygino (obwód włodzimierski)
Małygino (ros. Малыгино) – osiedle w Rosji, w obwodzie włodzimierskim, w rejonie kowrowskim. W 2010 liczyło 2084 mieszkańców.